# Puchar Świata w kombinacji norweskiej 2010/2011
Sezon 2010/2011 Pucharu Świata w kombinacji norweskiej rozpoczął się 26 listopada 2010 w fińskiej Ruce, zaś ostatnie zawody z tego cyklu odbyły się 12 marca 2011 w fińskim Lahti. 13 konkursów tego cyklu zostało rozegranych techniką Gundersena. Odbył się również 1 konkurs drużynowy. Kraje, w których odbyły się konkursy PŚ to Finlandia, Norwegia, Austria, Niemcy oraz Francja.
Kryształową Kulę obronił Francuz Jason Lamy Chappuis. Wyprzedził on o 238 punktów Norwega Mikko Koksliena i o 256 oczka Austriaka Felixa Gottwalda. W Pucharze Narodów najlepszą drużyną została Austria.

## Kalendarz i wyniki
| Lp  | Data                     | Miejscowość      | Konkurencja                                                                | 1. miejsce                                                                 | 2. miejsce                                                                 | 3. miejsce                                                                         |
| --- | ------------------------ | ---------------- | -------------------------------------------------------------------------- | -------------------------------------------------------------------------- | -------------------------------------------------------------------------- | ---------------------------------------------------------------------------------- |
| 1.  | 26 listopada 2010        | Ruka             | HS142/10 km                                                                | Jason Lamy Chappuis                                                        | Eric Frenzel                                                               | Mario Stecher                                                                      |
| 2.  | 27 listopada 2010        | Ruka             | HS142/10 km                                                                | Felix Gottwald                                                             | Mikko Kokslien                                                             | Jason Lamy Chappuis                                                                |
| 3.  | 4 grudnia 2010           | Lillehammer      | HS138/10 km                                                                | Mikko Kokslien                                                             | Jason Lamy Chappuis                                                        | Felix Gottwald                                                                     |
| 4.  | 5 grudnia 2010           | Lillehammer      | HS138/10 km                                                                | Jason Lamy Chappuis                                                        | Mikko Kokslien                                                             | Mario Stecher                                                                      |
| 5.  | 18 grudnia 2010          | Ramsau           | HS98/10 km                                                                 | Mario Stecher                                                              | Björn Kircheisen                                                           | Johannes Rydzek                                                                    |
| 6.  | 19 grudnia 2010          | Ramsau           | HS98/10 km                                                                 | Mario Stecher                                                              | Tino Edelmann                                                              | Eric Frenzel                                                                       |
| 7.  | 8 stycznia 2011          | Schonach         | HS106/10 km                                                                | Felix Gottwald                                                             | Mario Stecher                                                              | Bernhard Gruber                                                                    |
| 8.  | 9 stycznia 2011          | Schonach         | HS106/4x5 km                                                               | odwołany                                                                   | odwołany                                                                   | odwołany                                                                           |
| 8.  | 14 stycznia 2011         | Seefeld in Tirol | HS109/4x5 km                                                               | Norwegia Magnus Moan · Håvard Klemetsen · Jan Schmid · Mikko Kokslien      | Austria Felix Gottwald · Wilhelm Denifl · David Kreiner · Bernhard Gruber  | Francja François Braud · Maxime Laheurte · Sébastien Lacroix · Jason Lamy Chappuis |
| 9.  | 15 stycznia 2011         | Seefeld in Tirol | HS109/10 km                                                                | Jason Lamy Chappuis                                                        | Magnus Moan                                                                | Mikko Kokslien                                                                     |
| 10. | 16 stycznia 2011         | Seefeld in Tirol | HS109/10 km                                                                | Magnus Moan                                                                | Jason Lamy Chappuis                                                        | David Kreiner                                                                      |
| 11. | 22 stycznia 2011         | Chaux-Neuve      | HS117/10 km                                                                | David Kreiner                                                              | Mikko Kokslien                                                             | Felix Gottwald                                                                     |
| 12. | 23 stycznia 2011         | Chaux-Neuve      | HS117/10 km                                                                | Jason Lamy Chappuis                                                        | Felix Gottwald                                                             | Mikko Kokslien                                                                     |
| MŚ  | 22 lutego - 6 marca 2011 | Oslo             | Kombinacja norweska na Mistrzostwach Świata w Narciarstwie Klasycznym 2011 | Kombinacja norweska na Mistrzostwach Świata w Narciarstwie Klasycznym 2011 | Kombinacja norweska na Mistrzostwach Świata w Narciarstwie Klasycznym 2011 | Kombinacja norweska na Mistrzostwach Świata w Narciarstwie Klasycznym 2011         |
| 13. | 11 marca 2011            | Lahti            | HS130/10 km                                                                | Björn Kircheisen                                                           | Eric Frenzel                                                               | Jason Lamy Chappuis                                                                |
| 14. | 12 marca 2011            | Lahti            | HS130/10 km                                                                | Johannes Rydzek                                                            | Eric Frenzel                                                               | Felix Gottwald                                                                     |

## Klasyfikacje
| Lp.   | Zawodnik            | Punkty |
| 1.    | Jason Lamy Chappuis | 894    |
| 2.    | Mikko Kokslien      | 656    |
| 3.    | Felix Gottwald      | 638    |
| 4.    | Eric Frenzel        | 554    |
| 5.    | Mario Stecher       | 481    |
| 6.    | Johannes Rydzek     | 442    |
| 7.    | Björn Kircheisen    | 435    |
| 8.    | Jan Schmid          | 394    |
| 9.    | Tino Edelmann       | 389    |
| 10.   | David Kreiner       | 346    |
| . . . |                     |        |
| 51.   | Tomasz Pochwała     | 5      |

| Lp.   | Zawodnik          | Punkty |
| 1.    | Austria           | 2568   |
| 2.    | Norwegia          | 2230   |
| 3.    | Niemcy            | 2148   |
| 4.    | Francja           | 1729   |
| 5.    | Japonia           | 653    |
| 6.    | Włochy            | 629    |
| 7.    | Stany Zjednoczone | 322    |
| 8.    | Szwajcaria        | 305    |
| 9.    | Finlandia         | 251    |
| 10.   | Czechy            | 208    |
| . . . |                   |        |
| 12.   | Polska            | 5      |

## Starty Polaków
| Zawodnik        | Ruka 26.11 | Ruka 27.11 | Lillehammer 04.12 | Lillehammer 05.12 | Ramsau 18.12 | Ramsau 19.12 | Schonach 08.01 | Seefeld in Tirol 15.01 | Seefeld in Tirol 16.01 | Chaux-Neuve 22.01 | Chaux-Neuve 23.01 | Lahti 11.03 | Lahti 12.03 |
| Adam Cieślar    | 46         | DNF        | -                 | -                 | -            | -            | 46             | -                      | -                      | -                 | -                 | -           | -           |
| Tomasz Pochwała | 44         | 45         | -                 | -                 | 28           | 29           | 50             | -                      | -                      | -                 | -                 | -           | -           |
| Paweł Słowiok   | -          | -          | -                 | -                 | -            | -            | 61             | -                      | -                      | -                 | -                 | -           | -           |
| Andrzej Zarycki | -          | -          | -                 | -                 | 60           | -            | -              | -                      | -                      | -                 | -                 | -           | -           |